# Ischyropsalis lusitanica
Ischyropsalis lusitanica is een hooiwagen uit de familie Ischyropsalididae.